# زي فيتور
زي فيتور (بالبرتغالية: José Vítor Jardim Vieira‏) (11 فبراير 1982 في البرتغال - ) هو لاعب كرة قدم برتغالي في مركز الوسط. لعب مع أبولون ليماسول وأيل ليماسول ونادي أونياو دا ماديرا ونادي سانت غالن وناسيونال ماديرا وKarmiotissa FC ‏ وNikos & Sokratis Erimis ‏ وVeria F.C. ‏ وA.D. Machico ‏ وC.S. Marítimo B ‏ وإينوسيس نيون باراليمني ‏.

## وصلات خارجية
- زي فيتور على موقع قاعدة بيانات كرة القدم.إي يو (الإنجليزية)
- زي فيتور على موقع Soccerway.com (الإنجليزية)
- زي فيتور على موقع عالم كرة القدم.نت (الإنجليزية)